# St. Achatius (Wasserburg am Inn)

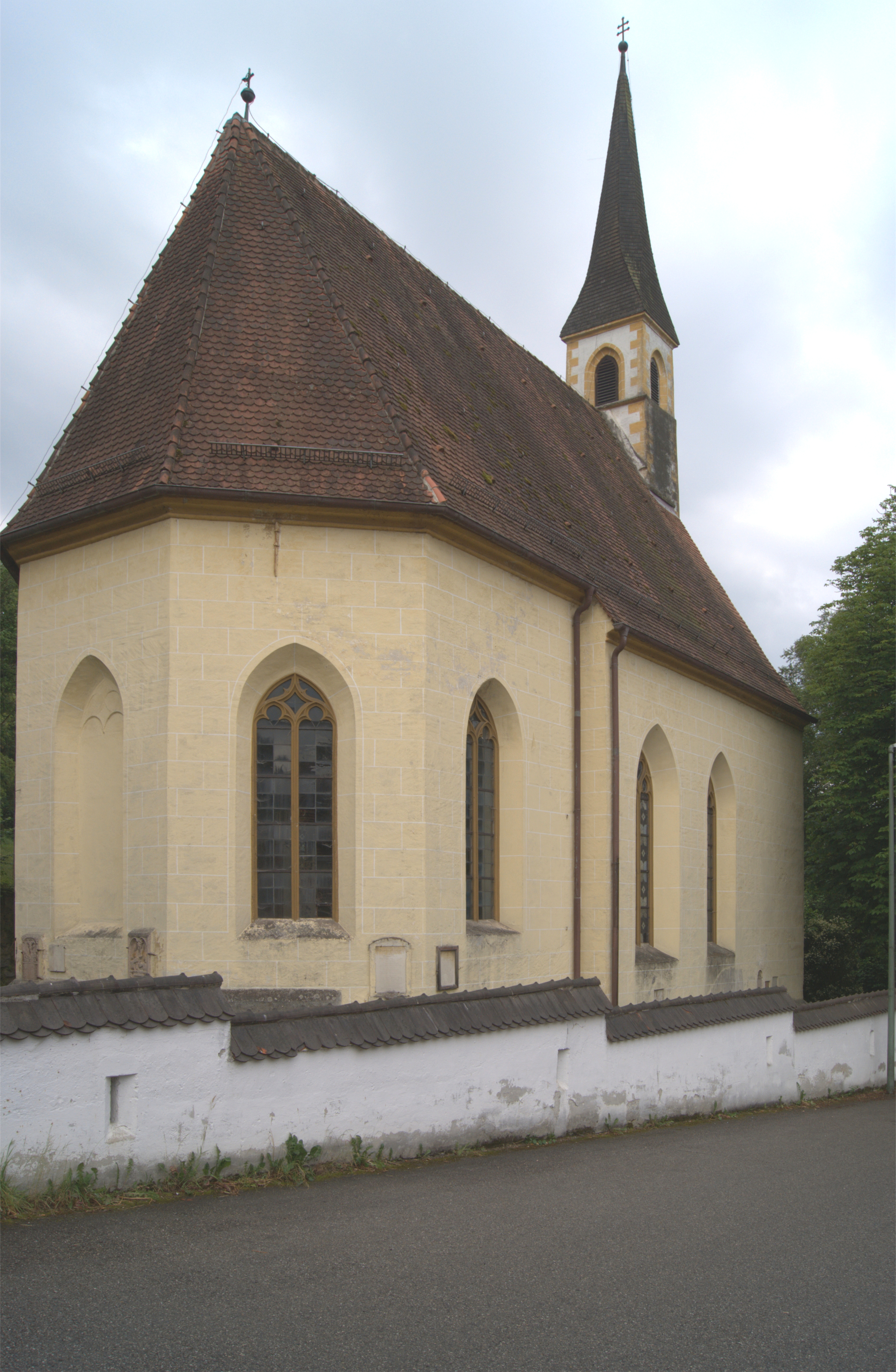
St. Achatius in Wasserburg am Inn

Die römisch-katholische Kirche St. Achatius steht in Wasserburg am Inn im oberbayerischen Landkreis Rosenheim. Sie ist in der Liste der Baudenkmäler in Wasserburg am Inn unter der Nr. D-1-87-182-1 eingetragen. Die Kirche gehört zum Dekanat Rosenheim im Erzbistum München und Freising.

## Beschreibung
Die spätgotische Saalkirche wurde von Wolfgang Wiser in den Jahren 1483 bis 1485 als Kapelle eines Leprosoriums gebaut, um den ansteckend Kranken den Gottesdienstbesuch zu ermöglichen. Von 1623 bis 1625 wurde sie umgebaut und 1853 in neugotischem Stil gestaltet. Sie besteht aus dem Langhaus zu drei Jochen und dem eingezogenen, dreiseitig geschlossenen Chor im Osten. Über dem westlichen Giebel des Langhauses erhebt sich ein Dachreiter mit einem spitzen Helm. Der Innenraum ist mit einem Netzgewölbe überspannt. 
Seit 2016 wurde die Kirche saniert. Die Arbeiten am Dach, am Mauerwerk und am Gewölbe waren 2025 weitgehend abgeschlossen, sodass die Restaurierung der Ausstattung sowie die Erneuerung des Bodenbelags mit Solnhofener Platten beginnen konnte.